# Pack Up Your Troubles
Pack Up Your troubles is een komische film van Laurel en Hardy uit 1932.

## Plot
In 1917 worden Stan en Ollie opgeroepen voor de American Expeditionary Force om te vechten in de Eerste Wereldoorlog. Hun onbekwaamheid tijdens de basistraining werkt de drilsergeant tegen en ze worden toegewezen aan de keuken. Wanneer ze de kok vragen waar ze de vuilnisbakken moeten neerzetten, zegt hij sarcastisch dat ze ze naar de generaal moeten brengen. Ze geloven hem op zijn woord en zetten ze in de privé-eetzaal van de generaal. De kok, die met hen in palissade wordt gegooid, vervloekt hun "snitching" en bedreigt hen met geweld nadat ze zijn vrijgelaten. Ze ontsnappen aan zijn woede als ze naar de loopgraven in Frankrijk worden verscheept.
Ze dienen dicht bij de frontlinie en raken bevriend met soldaat Eddie Smith, die een 'Dear John letter' ontvangt van zijn vrouw. Wanneer Eddie wordt vermoord, besluiten de jongens om Eddies dochter te redden van haar brutale pleegvader en haar uit te leveren aan Eddies ouders. Ze onderscheiden zich in de strijd door de controle over een tank te verliezen en per ongeluk een Duits peloton door prikkeldraad uit de loopgraven te dwingen waardoor dit peloton zich moest overgeven.
Na de wapenstilstand wagen Stan en Ollie zich naar New York om het meisje op te halen en Eddies ouders te zoeken. Met behulp van de telefoongids van de stad blijkt de taak zowel monumentaal als problematisch te zijn, aangezien de jongens blindelings proberen elke Smith te bezoeken totdat ze de grootouders vinden. Nadat ze stoten van een geïrriteerde prijsvechter hebben gekregen die dacht dat Stan en Ollie hem wilde blackmailen en een bruiloft van ene Eddie "Smith" hebben verstoord, nemen ze eerst hun toevlucht tot telefoneren.
Tijdens het besturen van hun lunchwagon worden de jongens aangesproken door een onaangename ambtenaar die Eddies kind opeist, zodat ze in een weeshuis kan worden geplaatst. De jongens weigeren, en de man zegt dat hij met de politie zal terugkeren om de jongens te laten arresteren.
Ze proberen met hun lunchwagon een lening te krijgen om hun ontsnapping naar een andere stad te financieren, maar de bankier grijnst dat hij bewusteloos moet zijn om zo'n deal te sluiten. Lachend gooit hij een buste op zijn eigen hoofd en slaat zichzelf knock-out. Met dit als goedkeuring nemen de jongens wat ze nodig hebben uit de bankkluis.
Door de politie naar hun appartement gevolgd, proberen de jongens tevergeefs Eddies dochter in een dumbwaiter te verbergen. De politie brengt ze alle drie naar de bankier voor identificatie, maar als ze hun zakken tevoorschijn halen, vindt de bankiersvrouw een foto van Stan en Ollie met Eddie en herkent ze hem als haar eigen zoon. De bankier is de Smith die ze al die tijd zochten! Als de bankier hoort dat het kleine meisje zijn kleindochter is, laat hij de aanklacht vallen en nodigt hij hen uit als zijn gasten voor het avondeten. Eindelijk "pack up your troubles". Maar de kok stormt de keuken uit om zijn baas te vertellen dat hij de bediening niet meteen zal aanpassen, en herkent Laurel en Hardy als de "snitches". De kok jaagt ze achterna met een keukenmes.

## Rolverdeling
| Acteur            | Personage                       |
| ----------------- | ------------------------------- |
| Stan Laurel       | Stan                            |
| Oliver Hardy      | Ollie                           |
| Don Dillaway      | Eddie Smith                     |
| Jacquie Lyn       | Eddies baby                     |
| Mary Carr         | de oude vrouw met de brief      |
| James Finlayson   | generaal                        |
| Richard Cramer    | oom Jack                        |
| Adele Watson      | Annie                           |
| Tom Kennedy       | rekruteringssergeant            |
| Charles Middleton | Welfare Assistance Officer      |
| Richard Tucker    | de heer Smith sr.               |
| Muriel Evans      | de bruid van de verkeerde Eddie |
| Grady Sutton      | de verkeerde Eddie              |
| C. Montague Shaw  | de vader van de verkeerde Eddie |
| Billy Gilbert     | de heer Hathaway                |
| George Marshall   | Pierre                          |